# Cargil (distrito)
O distrito de Cargil (em urdu: کارگل; romaniz.: Kargil; em hindi: कारगिल) é um distrito do Ladaque, no noroeste da Índia. A sua capital é Cargil e constitui a parte ocidental dos territórios da região histórica do Ladaque que estão sob a administração da Índia; a parte ocidental é o de Lé. Em 2011 o distrito tinha 140 802 habitantes.
Além da região histórica de Purigue ou Purique, onde se situa a capital, o distrito inclui também a região de Zanskar e os vales do Suru, Wakha e Dras. É o distrito menos povoado de Jamu e Caxemira. Em 2011, a maior parte da população era muçulmana (77%), dos quais 65% são xiitas. Os budistas do ramo tibetano representavam 14,5%, concentrados sobretudo no Zanskar, onde são largamente maioritários, e os hindus 8%.
A predominância de xiitas está na origem de um dos nomes populares do distrito, à exceção do Zanskar: terra dos Agas. Os Agas são líderes religiosos e pregadores xiitas, que detêm um grande poder político de facto devido à sua influência sobre as populações.

## Etimologia
O topónimo Cargil deriva das palavras Khar e Kil. A primeira significa "castelo" e a segunda significa "centro", e juntas designam um local que se situa entre muitos reinos. Segundo outra versão, a origem do nome é outra, tendo derivado das palavras gar e khil. A primeira significa "em qualquer local" e a segunda tem o sentido de local central onde as pessoas podem estar. Esta última versão é coerente com o facto de Cargil ser equidistante de Serinagar, Skardo, Lé e Padum, as localidades mais importantes e antigos ou atuais centros de poder, todas situadas a cerca de 200 km de Cargil.
Há ainda uma teoria mais recente, do historiador Parvez Dewan, que o nome se deve a uma figura histórica antiga, chamada Kargeel (nome que em inglês se pronuncia praticamente como kargil), que desbravou as florestas nas áreas de Poyen (no vale do Suru) e Shilikchay antes do estabelecimento de Tata Cã no século VIII. Outras fontes dão a entender que esse Kargeel foi um nobre contemporâneo de Tata Cã.
Em relação à origem do nome Purig há três versões. Uma é que é uma contração da frase em tibetano pot reeks ("pote riques"), que significa "de origem tibetana". Provavelmente data da época em que uma dinastia tibetana estendeu o seu domínio a grande parte da região. Outra teoria é que purig signfica "tubo" e é uma menção aos vales de forma tubular que compõem as partes habitadas da região. Por último, para alguns académicos como August Hermann Francke, o nome deriva de burig, que significa "raça valente", referindo-se aos dardos (ver secção Demografia).

## História
A maior parte do distrito atual de Cargil foi outrora conhecido como Purigue. Esta designação abarcava as áreas em redor da cidade de Cargil, o vale do Suru, Shaghar Chiktan (ou Shaghkar Chiktan, Pashkum (ou Pashkyum), Bodh Kharbu e Mulbekh. Há muito poucos dados sobre a história da região e a maior parte deles têm muito mais de lenda do que de história científica.
O povoamento da região, extremamente fria e agreste foi bastante tardia, data provavelmente do século V a.C., senão mesmo depois. Os dardos dos vários pequenos vales de Gilgit foram os primeiros povoadores, que na Índia são geralmente mencionados como sendo de "raça ariana".

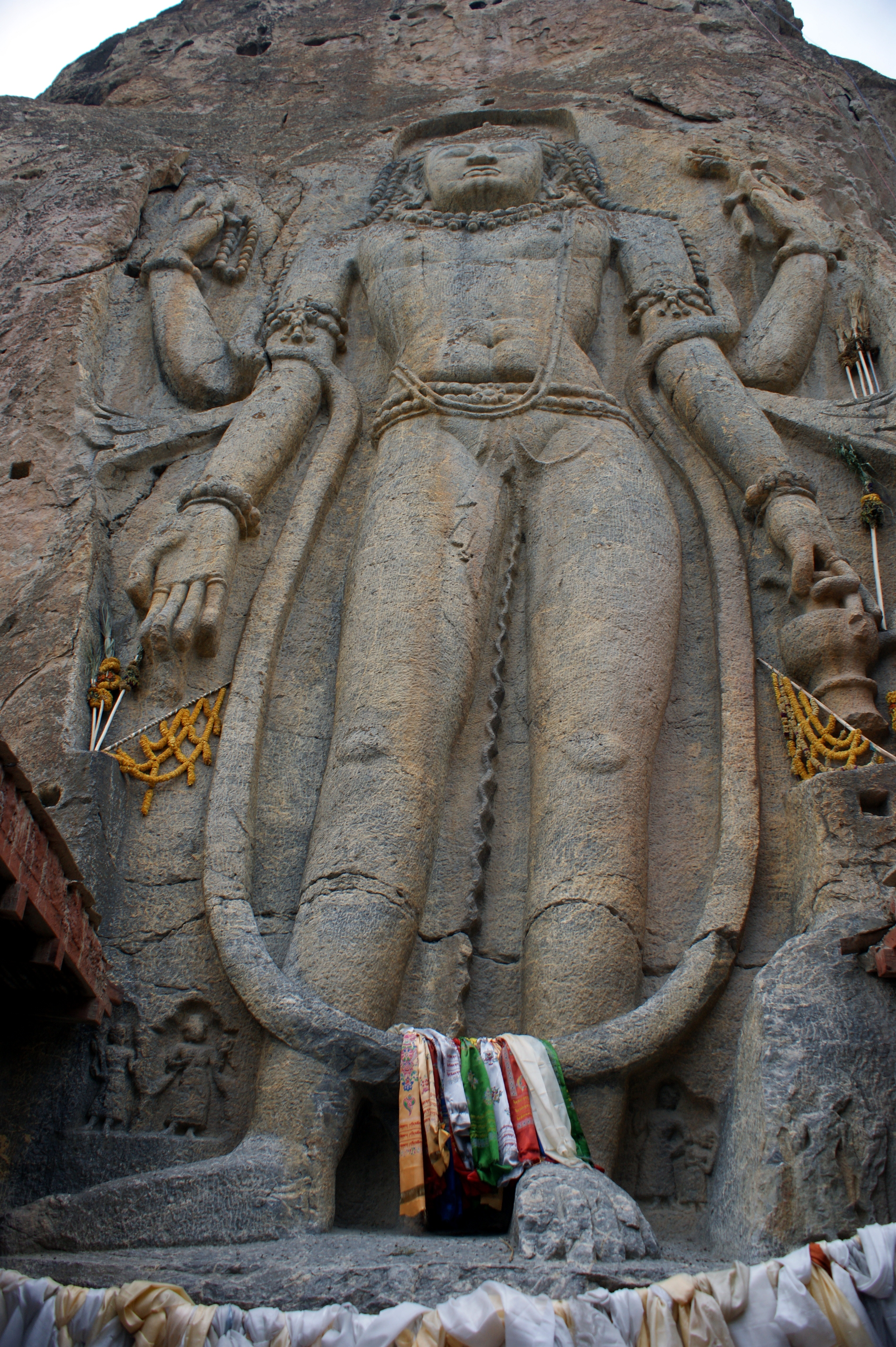
Figura esculpida em relevo do Buda Maitreya, conhecida como Chamba de Mulbekh, provavelmente datada do

Os dardos viajaram até Cargil através do Baltistão e Deosai. Alguns estabeleceram-se no Baltistão. Os que se instalaram em Purigue governaram a região até aos tibetanos atacarem o Zanskar. Estes primeiros ataques aconteceram provavelmente no século IX ou X, embora haja historiadores locais que os fazem recuar mais de mil anos. A esmagadora maioria da população do distrito de Cargil resulta da assimilação mútua entre dardos e tibetanos, mas ainda há vestígios da língua, costumes, práticas religiosas e caraterísticas étnicas dos antigos dardos em algumas área, como Da-Hanu, Chiktan-Garkun e, de forma menos evidente, em Shanghy-Shaghar. Uma das razões para a proibição do governo indiano da entrada de turistas na área de Da-Hanu na década de 1970 terá sido a preservação da pureza dos seus habitantes "arianos".
Ainda antes da chegada dos tibetanos, houve uma vaga de imigração proveniente das planícies indianas, que foram rapidamente assimilados, o mesmo acontecendo com imigrantes vindos do Ladaque oriental.
A primeira figura histórica conhecida na região, embora de forma nebulosa semi-lendária, é Gaxo Ta Ta Cã (ou Tata Cã), um membro da família real de Gilgit que conquistou a região no século VIII ou IX e ali fundou uma dinastia que perduraria várias centena de anos.
Outro dos governantes mais conhecidos é Purique Sulatã (sultão de Purique), que supostamente construiu vários edifícios na região e dominou a área de Suru, que governou de Karchay Khar, perto de Sankoo (uma aldeia 40 km a sul de Cargil). Outros governantes cujo nome ou existência se conhece são Kunchok Sherabtan, de Fokar, Kalon de Mulbekh, vários Kachos e vários sultões de Sod, de Pashkum, Wakha, Chiktan e Karchey, que governaram pequenos principados.
Segundo uma versão mais folclórica da história, o budismo chegou a Purigue no século XI, pela mão do lotsava (lit: "tradutor" [dos textos sagrados budistas para tibetano]) Rinchen Zangpo (958–1055), que passou pela região quando se regressava à sua terra natal, Guge, no Tibete Ocidental, depois de ter estado nas planícies indianas. Em todo os locais por que passava pregava os ensinamentos budistas e conseguiu que fossem construídos templos budistas em Chiktan e Wakha (perto de Mulbekh). Há quem acredite que foi ele que mandou esculpir o relevo gigante do Buda Maitreya (também conhecido no Ladaque como Chamba) em Mulbekh, mas as os estudiosos mais recentes estimam que a imagem é do século VIII d.C., ou seja, cerca de 200 anos antes do nascimento de Rinchen Zangpo, o que significa que o budismo já estava presente em Purigue quando Zangpo por lá passou.
O islão, atualmente a religião maioritária em Cargil, chegou à região na segunda metade do século XV. Aproximadamente na mesma altura, o reino de Purigue desintegrou-se, ficando dividido em vários pequenos principados. De facto, quase sempre existiram vários principados ou pequenos reinos mais ou menos independentes, mas os herdeiros diretos de Tata Cã parecem ter mantido uma predominância, destacando-se em poderio e extensão territorial dos restantes, uma situação que terminou no final do século XV.

## Demografia

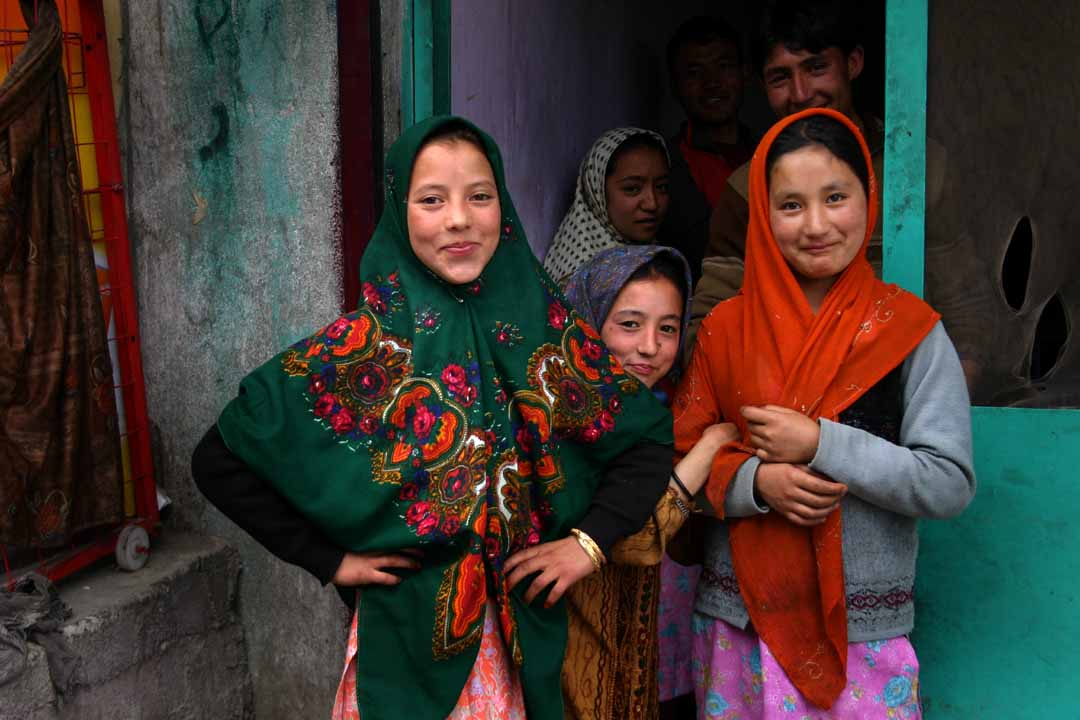
Jovens locais em Cargil

Segundo uma das teorias sobre a etimologia do topónimo Purique ou Purigue, este deve-se aos académicos tibetanos, que chamavam esse nome à região devido aos seus habitantes terem muitas semelhanças com os tibetanos. As etnias presentes atualmente no distrito são brogpas (ou brokpa), baltis, puriques, xinas e ladaques. Estes últimos encontram-se quase exclusivamente no Zanskar e são etnicamente e culturalmente aparentados com os tibetanos. As etnias restantes encontram-se igualmente no que é atualmente a região administrada pelo Paquistão de Gilgit-Baltistão. Ao contrário dos ladaques, que são mongoloides, as restantes etnias são de origem indo-europeia e é comum serem designadas conjuntamente no Ladaque por dardos ou brokpa, sendo que esta última designação é frequentemente usada para referir especificamente os dardos (indo-europeus) budistas do Ladaque ocidental.
As principais línguas tradicionais do distrito são o shina, o balti, o burigue (ou purigue; que pode ser considerada um dialeto de balti) e o ladaque. O urdu tem uso comum e tanto o shina como o balti são escritos em alfabeto urdu.